# دلتا-کادینول
دلتا-کادینول (به انگلیسی: Delta-Cadinol) با فرمول شیمیایی C
۱۵H
۲۶O یک ترکیب شیمیایی است. که جرم مولی آن 222.37 g/mol می‌باشد. شکل ظاهری این ترکیب، White crystalline needles است.